# Nomadland
Nomadland là một bộ phim điện ảnh chính kịch độc lập của Mỹ ra mắt năm 2020 do Chloé Zhao làm đạo diễn kiêm viết kịch bản và dựng phim. Tác phẩm được dựa trên cuốn sách Nomadland: Surviving America in the Twenty-First Century của nữ nhà văn Mỹ Jessica Bruder. Phim có sự tham gia của Frances McDormand trong vai một người phụ nữ đã bỏ nhà để đi du ngoạn khắp miền Tây Hoa Kỳ, cùng David Strathairn, Linda May, Charlene Swankie và Bob Wells.
Nomadland có buổi công chiếu ra mắt lần đầu tiên vào ngày 11 tháng 9 năm 2020 tại Liên hoan phim Venezia và đoạt giải cao nhất của sự kiện - giải Sư tử vàng. Phim còn giành giải 'Lựa chọn của khán giả' tại Liên hoan phim quốc tế Toronto. Phim có 1 tuần được trình chiếu giới hạn dưới hình thức Streaming vào ngày 4 tháng 12 năm 2020 và được hãng Searchlight Pictures lựa chọn để phát hành tại các rạp IMAX ở Mỹ vào ngày 29 tháng 1 năm 2021. Tại thị trường Mỹ, phim vừa chiếu song song ở rạp vừa phát sóng bằng phương tiện truyền phát trực tiếp trên nền tảng Hulu từ ngày 19 tháng 2 cùng năm.
Bộ phim đã nhận được sự hoan nghênh của giới phê bình, với lời khen ngợi về đạo diễn, kịch bản, biên tập, kỹ xảo điện ảnh và các màn trình diễn, đặc biệt là của McDormand. Đây là bộ phim được xếp hạng cao thứ ba năm 2020 trên Metacritic, thường xuyên được các nhà phê bình và nhà phát hành xếp hạng là một trong những bộ phim hay nhất của năm. Phim đã giành được sáu đề cử tại Lễ trao giải Oscar lần thứ 93, bao gồm Phim hay nhất, Đạo diễn xuất sắc nhất và Nữ diễn viên chính xuất sắc nhất cho McDormand. Phim cũng nhận được bốn đề cử tại Lễ trao giải Quả cầu vàng lần thứ 78, đoạt giải Phim hay nhất - Phim chính kịch và Đạo diễn xuất sắc nhất; khi giành được giải thưởng thứ hai, Zhao trở thành người phụ nữ thứ hai và là người phụ nữ châu Á đầu tiên làm được như vậy.